# Ernst Zuhr
Ernst Zuhr (* 8. September 1894 in Graslitz, Österreich-Ungarn; † 1. April 1948 in Halle (Saale), Sachsen-Anhalt) war ein tschechoslowakisch-deutscher Pflanzenzüchter, Agrarwissenschaftler und Hochschullehrer.

## Leben
Zuhr stammte aus dem böhmischen Teil des Erzgebirges. Nach dem Schulbesuch studierte und promovierte er zum Dr.-Ing. Von 1924 bis 1929 war er als Assistent tätig, bevor er zum Privatdozenten und Professor an der Höheren Landwirtschaftsschule in Tetschen und Kaaden ernannt wurde, an der er bis 1945 tätig war. Ab 1934 war er gleichzeitig Dozent für Bodenkunde.
Am 30. März 1938 trat Zuhr der Sudetendeutschen Partei (SdP) (Mitgliedsnummer 860.086) bei und wurde nach der Bildung des Reichsgaus Sudetenland NSDAP-Mitglied, für deren Amt für Rassenpolitik er tätig wurde.

## Werke (Auswahl)
- Der Kampf gegen den Getreidebrand. Graz, 1920.
- Merkblatt über die Anlage von Grasschulgärten. Prag, 1927.
- Merkblatt über die Anlage von Grassamengärten. Prag, 1927.
- (mit Eligius Freudl): Über vergleichende Getreide-Sortenanbauversuche, zugl. Bericht über die im Tätigkeitsgebiete der Deutschen Sektion des Landeskulturamtes für Böhmen in den Jahren 1922 bis 1926 durchgeführten Sortenversuche beim Getreide, 1929.
- (mit Eligius Freudl): Über vergleichende Anbauversuche mit Futterrübensorten: Zugleich Bericht über d. im Tätigkeitsgebiete d. Deutschen Sektion d. Landeskulturrates f. Böhmen in d. Versuchsjahren 1922 bis 1927 durchges. Feldversuche mit Futterrübensorten, 1929.
- (mit I. K. Greisenegger): Besondere landwirtschaftliche Pflanzenbaulehre. Lehrbuch für landwirtschaftliche Lehranstalten und zum Selbstunterricht. Bd. 1 und Bd. 2, Gerold’s Sohn, Wien, 1931.
- Über die Wasseraufnahme und Wasserabgabe des reifen und reifenden Getreidekornes in sortenkündlicher Hinsicht. Gerold’s Sohn, Wien, Leipzig, 1933.